# Faro de Estaca de Bares
El faro de Estaca de Bares es un faro localizado en la Estaca de Bares, municipio de Mañón (provincia de La Coruña, Galicia, España), situado a ciento un metros de altura. Es el faro más septentrional de todos los situados en la península ibérica. Está emplazado en una meseta llamada Ventureiro, sobre un montículo que se prolonga en la llamada "punta de la Estaca de Bares", de la que recibe el nombre la que es la frontera imaginaria donde se unen el Océano Atlántico y el Mar Cantábrico.
La torre tiene una altura de 33 m; la luz del faro tiene un alcance de veinticinco millas náuticas y está en funcionamiento desde el 1 de septiembre de 1850. En el año 1939 se instaló un radiofaro. 
Desde 1993 depende de la Autoridad Portuaria de Ferrol-San Cibrao.

## Historia
Sus antecedentes históricos datan del año 1846 cuando Pedro Juan de Zulueta, residente en Londres, y el ministro Plenipontenciario de Inglaterra enviaron una proposición a la administración española solicitando el establecimiento  de dos nuevos faros, uno en Finisterre y el otro en Cabo Ortegal. Consultada la opinión de marineros y prácticos, se encontró preferible la opción de Estaca de Bares. En consecuencia se ordenó la confección los dos proyectos. Realizados por el ingeniero Félix Huegón, empezaron la construcción en diciembre de 1849, bajo un continuo y fuerte temporal.
Su coste fue de 131 830 reales. En los meses de junio y julio de 1850 se instaló la luz, y después de encenderse para realizar las pruebas necesarias, empezó a alumbrar el 1 de septiembre del mismo año, con apariencia de luz blanca giratoria con eclipses de minuto en minuto. 
Estaba servido por tres torreros, primero o mayor, segundo y tercero. Disponía de una lámpara mecánica Sauttler de tipo relojería compuesta de cuatro partes: la maquinaria, el depósito de aceite, el cuerpo de la bomba y los tubos de ascensión al encendedor. Este era de cinco mechas y utilizó como combustible el aceite de oliva, la parafina y el petróleo. Funcionó hasta el 20 de agosto de 1905. Excepto la modificación del carro circular, realizada en 1861, según un proyecto de Lucio del Valle para minorar los desgastes de las pistas de rodamiento, apenas tuvo otras reformas.
El plan General de Obras Públicas de 1939 aprobaría su electrificación y la instalación de un radiofaro y de una sirena, lo que fue un cambio sustancial en la habitabilidad y en el aspecto externo. 
El 16 de septiembre de 1948 entró en servicio una nueva máquina de relojería, con lo que aumentó su velocidad, para dar aparencia de luz variada por destellos cada 10 segundos. El proyecto data del 18 de mayo de 1949 y su ejecución dio como resultado el aspecto que tiene actualmente.
Con la adopción del faro en 1993 por la Autoridad Portuaria de Ferrol-San Cibrao, se instaló un equipo luminoso completamente nuevo. También fue monitorizado el faro en su totalidad para ser supervisado desde el centro de control situado en el puerto de Ferrol.
En el año 1998 se eliminó el radiofaro y se instaló una estaciόn de DGPS que se encuentra funcionando en la actualidad.